# Filipijnen op de Olympische Zomerspelen 1932
De Filipijnen namen deel aan de Olympische Zomerspelen 1932 in Los Angeles, Verenigde Staten. Met drie bronzen medailles werd voor het eerst meer dan een medaille gewonnen.

## Medailleoverzicht
| Sport    | Olympiër          | Discipline          | Medaille |
| -------- | ----------------- | ------------------- | -------- |
| Atletiek | Simeon Toribio    | hoogspringen (m)    | Brons    |
| Boksen   | José Villanueva   | -54kg (m)           | Brons    |
| Zwemmen  | Teofilo Yldefonso | 200m schoolslag (m) | Brons    |

## Resultaten per onderdeel

### Atletiek
| Olympiër       | Discipline      | Resultaat | Prestatie |
| -------------- | --------------- | --------- | --------- |
| Simeon Toribio | hoogspringen(m) | Brons     | 1,97m     |

### Boksen
| Olympiër          | Discipline  | Resultaat | Prestatie                                                                                                   |
| ----------------- | ----------- | --------- | --- |
| John Gray         | -50,8kg (m) | 9e        | 1ste ronde: V van ITA Rodriguez                                                                             |
| José Villanueva   | -54kg (m)   | Brons     | 1ste ronde: vrij kwartfinale: W van JPN Nakao halve finale: V van CAN Gwynne bronzen finale: W van USA Lang |
| José Padilla, Jr. | -61,2kg (m) | 9e        | 1ste ronde: V van RSA Stevens                                                                               |
| Carlos Padilla    | -66,7kg (m) | 9e        | 1ste ronde: V van FRA Laplace                                                                               |

### Zwemmen
| Olympiër           | Discipline          | Resultaat | Prestatie                                                                   |
| ------------------ | ------------------- | --------- | --------------------------------------------------------------------------- |
| Abdurahman Ali     | 100m vrije slag (m) | 11e       | serie 4: 3de in 1.02,2                                                      |
| Jikirum Adjaluddin | 200m schoolslag (m) | 5e        | serie 1: 2de in 2.49,9 halve finale 1: 3de in 2.50,2 finale: 5de in 2.49,2  |
| Teofilo Yldefonso  | 200m schoolslag (m) | Brons     | serie 3: 1ste in 2.53,7 halve finale 2: 2de in 2.48,2 finale: 3de in 2.47,1 |

Argentinië · Australië · België · Brazilië · Brits-Indië · Canada · Colombia · Denemarken · Duitsland · Estland · Filipijnen · Finland · Frankrijk · Griekenland · Groot-Brittannië · Haïti · Hongarije · Ierland · Italië · Japan · Joegoslavië · Letland · Mexico · Nederland · Nieuw-Zeeland · Noorwegen · Oostenrijk · Polen · Portugal · Republiek China · Spanje · Tsjecho-Slowakije · Uruguay · Verenigde Staten · Zuid-Afrika · Zweden · Zwitserland